# Holden (Utah)
Holden è una città degli Stati Uniti d'America, situata nello Stato dello Utah, nella Contea di Millard.